# ニディア・マータ
ニディア・"リバティ"・マータ（Nydia "Liberty" Mata）は、アメリカ合衆国に在住し、活動しているキューバ人パーカッショニスト。 

## バイオグラフィー
マータは養親によって育てられたが、マータの生物学的な母親も打楽器奏者である。若い頃にコンガを演奏することを学び、音楽的キャリアは1960年代後半に始まった。マータは1971年にシンガー・ソングライター、ローラ・ニーロ（1947年 - 1997年）のセッションに参加し、20年以上にわたって共に活動していたが、他のアーティストとも共演していた。
1972年、マータは女性ジャズロックフォーメーションのIsisに参加した。マータは1974年と1975年の最初の2枚のアルバムで演奏した。報道関係者やコンサート参加者からの好意的な反応にもかかわらず、Isisは一般大衆にブレイクスルーせず、成功の欠如は多かれ少なかれオリジナルのラインナップを一緒に保つことを困難にした。
マータはローラ・ニーロの最初のライヴ・アルバム『光の季節』や、最新のイシスのアルバム Breaking Through 、女性サルサフォーメーション、Latin Fever  のゲストミュージシャンとしてサックス奏者ジーン・ファインバーグおよびトランペット奏者エレン・シーリング（そしてドラマーのジンジャー・ビアンコ）との仕事を続けた。ラテンチャートで1位を獲得したにもかかわらず、Latin Fever は Isis と同じ問題を抱えていた。
マータは1981年に国際女性デーのためにRetumbaを設立した。IsisやLatin Feverとは異なり、このバンドには長い活動期間があったが、マータは途中で他のプロジェクトに専念するためにバンドから離れていた。